# Jean Martin Thoulouse
Pour les articles homonymes, voir Thoulouse.
Jean Martin Thoulouse, né le 14 novembre 1765 à Chandolas (Ardèche), mort le 21 août 1812 à Smolensk (Russie), est un militaire français de la Révolution et de l’Empire.

## Biographie
Jean Martin Thoulouse naît le 14 novembre 1765 à Chandolas, dans le Vivarais. Il est le fils de Paul Thoulouze, notaire royal, et de son épouse, Thérèse Berard. Son frère aîné est Jean-Joseph Thoulouze, avocat et député de la Convention. 

### États de service
Il entre en service le 27 décembre 1783, comme soldat au 10e régiment d’infanterie, il devient caporal le 1er juin 1787, et sergent le 1er juin suivant. Il fait les campagnes de 1792, à l’armée des Alpes.
En 1793, lors du siège de Toulon, il est l’un des premiers à entrer dans la redoute anglaise, connue sous le nom de « petit Gibraltar », et il est nommé sous-lieutenant le 24 octobre 1793. De l’an II à l’an V, il fait partie de l’armée d'Italie, et il y devient capitaine en second des canonniers de la 19e demi-brigade d’infanterie le 20 avril 1795.
En l’an VI, il s’embarque à Toulon pour la campagne d'Égypte, et il passe capitaine le 20 janvier 1799, dans la 69e demi-brigade d’infanterie. Il est blessé d’un coup de feu à la tête le 9 mai 1799, au siège de Saint-Jean-d'Acre. Dans une sortie que font les Turcs, il conserve le poste qui lui a été confié, et, quoique cerné de toutes parts et ayant perdu les deux tiers de son effectif, il force l’ennemi à se retirer. Le 25 juillet 1799, à la bataille d’Aboukir, il entre un des premiers dans la redoute, va droit aux pièces, et aidé par les sous-officiers canonniers de la demi-brigade qu’il commande, il tourne les pièces contre les Turcs, et par un feu bien dirigé, il contribue puissamment à leur entière déroute.
De retour en France, il obtient le commandement d’une compagnie de grenadiers le 20 juillet 1802, et fait partie ensuite de l’armée des côtes de l'Océan pendant les ans XII et XIII. Il est fait chevalier de la Légion d'honneur le 18 décembre 1803, et à l’inspection générale de l’an XIII, le maréchal Ney le propose pour le grade de chef de bataillon..
En 1805, il fait la campagne d’Autriche, et le 14 octobre, il commande la compagnie de grenadiers qui forme la tête de colonne à la bataille d'Elchingen. Il tue deux Autrichiens de sa main, et fait six prisonniers dont un officier, et quoique blessé d’un coup de feu à la cuisse droite, il se tient constamment en avant de sa compagnie. Le 5 novembre, il concourt avec le capitaine Antoine Thirion à la soumission de la garnison de Scharnitz.
Il reçoit son brevet de chef de bataillon le 15 août 1806, au 33e régiment d’infanterie de ligne, et il se distingue à la tête de son régiment le 14 octobre 1806 à la bataille d'Iéna, ainsi que le 8 février 1807, à celle Eylau, où quoique blessé d’un coup de feu, il soutient avec son bataillon plusieurs charges d’infanterie et de cavalerie.
En 1809, il prend part à la campagne d’Autriche, et le 6 juillet, à la bataille de Wagram il est blessé à la jambe droite et à la cuisse gauche. Le 23 août 1809, il est nommé par l’Empereur, colonel du 12e régiment d’infanterie de ligne, sur le champ de bataille. Il est créé baron de l’Empire le 9 mars 1810
Appelé pour participer à la campagne de Russie, il est élevé au grade d’officier de la Légion d’honneur le 18 juin 1812, et il est grièvement blessé le 19 août suivant, lors de la Bataille de Valoutino. Il meurt de ses blessures deux jours plus tard à Smolensk.

## Dotation
- Dotation de 4 000 francs de rente annuelle sur le Trasimène les 19 mars 1808 et 15 août 1809.

## Armoiries
| Figure | Nom du baron et blasonnement |
| ------ | --- |
|        | Armes du baron Jean Martin Thoulouse et de l'Empire, décret du 15 août 1809, lettres patentes du 9 mars 1810, officier de la Légion d'honneur Écartelé au premier d'argent à la tour carrée soutenue, à la brèche ouverte à dextre d'azur; au deuxième des barons tirés de l'armé; au troisième d'azur à l'étendard à trois queues de cheval, renversé d'or, posé en barré; au quatrième d'or au crocodile en bande de sinople. Livrées : les couleurs de l'écu. Le verd en bordure seulement. |

## Sources
- A. Lievyns, Jean Maurice Verdot, Pierre Bégat, Fastes de la Légion-d'honneur, biographie de tous les décorés accompagnée de l'histoire législative et réglementaire de l'ordre, Tome 4, Bureau de l’administration, 1844, 640 p. (lire en ligne), p. 228.
- « La noblesse d’Empire » (consulté le 9 septembre 2016)
- Vicomte Révérend, Armorial du premier empire, tome 4, Honoré Champion, libraire, Paris, 1897, p. 308.
- Louis Bergeron et Guy Chaussinand-Nogaret, Grands notables du Premier Empire : notices de biographie sociale: Vaucluse. Ardèche, Éditions du Centre national de la recherche scientifique, 1978, p. 113.